# Остеология

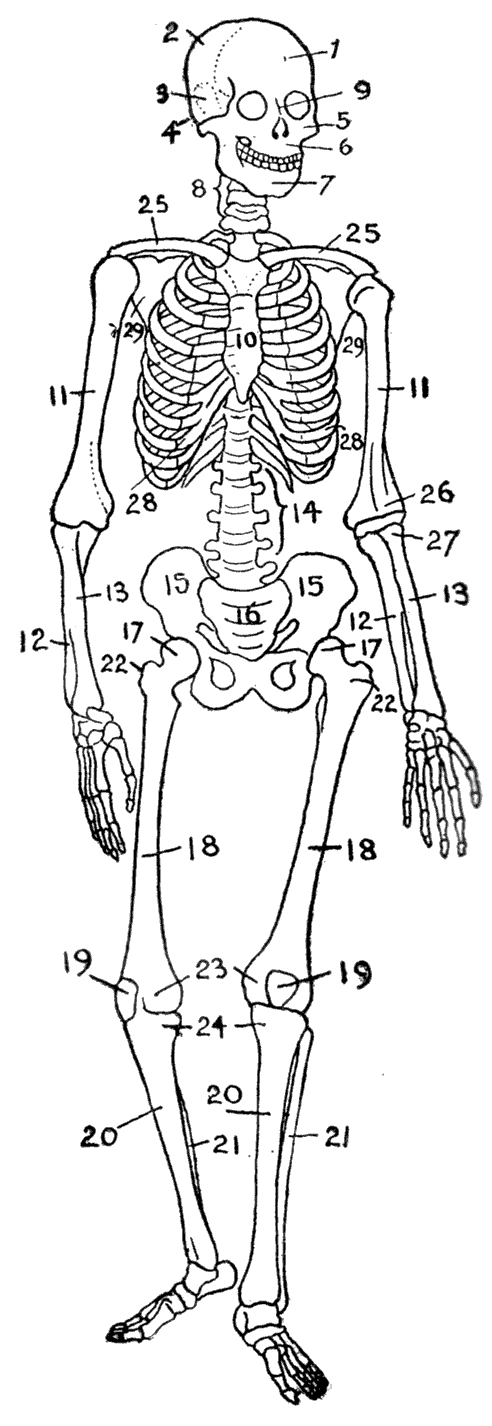
Скелет человека

Остеоло́гия (от др.-греч. osteon — кость и λόγος «учение, наука») — раздел анатомии, посвящённый изучению скелета в целом, отдельных костей, костной ткани. Как раздел антропологии, изучает закономерности изменчивости скелета в зависимости от половых, расовых и возрастных особенностей и его морфологию.
Данные остеологии используются в палеонтологии и антропологии при определении возраста скелета. Важное значение остеология приобрела в медицине в связи с развитием методов хирургического лечения заболеваний и повреждений костей и суставов.
В остеологии выделяют два основных направления: общая остеология (о костном скелете в целом) и частная остеология (о строении отдельных костей); а также ряд отдельных дисциплин, в том числе:
- сравнительная остеология — сравнение строения костей различных позвоночных животных, включая человека,
- возрастная остеология — изменения в строении костей в разные возрастные периоды организма,
- рентгеноостеология — изучение костей живого организма при помощи рентгеновских лучей.

Остеология обычно изучается вместе с синдесмологией.